# Вабульупите
Ва́бульупите (латыш. Vabuļupīte) — река в центральной части Серенской волости Айзкраукльского края Латвии. Правый приток верхнего течения реки Иецава в бассейне Лиелупе.
Длина реки составляет 3,2 км.
Вабульупите начинается на высоте 65 м над уровнем моря около бывшего населённого пункта Вабулес (латыш. Vabules), к юго-западу от волостного центра — Серене. Течёт в основном по лесной, местами болотистой местности на юго-запад, около устья поворачивает на юг. Впадает в Иецаву на высоте 58 м над уровнем моря, севернее железнодорожной станции Мента.
Крупнейший приток принимает справа в среднем течении.
Русло реки почти на всём протяжении располагается в пределах заказника Иецавас-Палиене (латыш. Iecavas paliene).